# Evergestella
Evergestella là một chi bướm đêm thuộc họ Crambidae.